# Skandinavisk Kaffe- & Kakao Kompagni
Skandinavisk Kaffe- & Kakao-Kompagni A/S var en dansk grossistvirksomhed, grundlagt 16. maj 1900 som aktieselskab. Firmaet lå på Dampfærgevej i Københavns Frihavn og importerede kaffe og kakao til Danmark og Skandinavien. Firmaets bygninger blev revet ned i 2001.
Den første bestyrelse bestod af Thor Christian Erichsen (f. 26. maj 1842, d. 25. nov. 1930) og
Sophus Anton Bonnevie Lorentzen. Førstnævnte var firmaets direktør. I 1901 tiltrådte Aa. Ehrhardt (1877-1942) som direktør og T.C. Erichsen blev bestyrelsesformand. Direktør Ehrhardt afløstes i 1943 af den tidligere prokurist, Emil Johansen (f. 11. aug. 1881), der var selskabets direktør indtil 1. januar 1950, da han efterfulgtes af direktør Bjørn Ehrhardt (f. 28. maj 1907) og direktør Poul Jensen (f. 25. nov. 1899). Selskabets bestyrelse bestod i 1950 af direktør Johan Styhr (f. 1879), der var formand, overretssagfører O. Bay (f. 27. okt. 1877), der var næstformand og direktør S.A. Petersen (f. 7. nov. 1889).